# Aufidus
Aufidus är ett släkte av insekter. Aufidus ingår i familjen spottstritar.

## Dottertaxa tillAufidus, i alfabetisk ordning[1]
- Aufidus alboater
- Aufidus australensis
- Aufidus balteatus
- Aufidus bicolor
- Aufidus biplagiatus
- Aufidus conterminus
- Aufidus costalis
- Aufidus crassivena
- Aufidus divergens
- Aufidus edmundi
- Aufidus egregius
- Aufidus erebus
- Aufidus floresinus
- Aufidus fureatus
- Aufidus fuscomaculatus
- Aufidus hilaris
- Aufidus hopkinsi
- Aufidus hyalinipennis
- Aufidus insularis
- Aufidus kirkaldyi
- Aufidus kolleri
- Aufidus latifasciatus
- Aufidus lieftincki
- Aufidus lucidus
- Aufidus malekulanus
- Aufidus niger
- Aufidus nigrinervis
- Aufidus nilgiriensis
- Aufidus nox
- Aufidus ochraceous
- Aufidus pallidus
- Aufidus papuanus
- Aufidus quinquepunctatus
- Aufidus rossi
- Aufidus samoanus
- Aufidus schoutedeni
- Aufidus shillonganus
- Aufidus siotanus
- Aufidus spectabilis
- Aufidus tricolor
- Aufidus trifasciatus
- Aufidus tripars
- Aufidus wagneri
- Aufidus variabilis
- Aufidus zebrinus